# Barylypa sulcata
Barylypa sulcata là một loài tò vò trong họ Ichneumonidae.